# San Nicola da Tolentino
San Nicola da Tolentino, officiellt San Nicola da Tolentino agli Orti Sallustiani, är en kyrkobyggnad i Rom, helgad åt den helige Nikolaus av Tolentino. Kyrkan är belägen vid Salita di San Nicola da Tolentino i Rione Trevi och tillhör församlingen San Camillo de Lellis. San Nicola da Tolentino är en av Armeniens nationskyrkor i Rom; den andra är San Biagio della Pagnotta.
Kyrkans tillnamn (cognome) ”Orti Sallustiani” anger, att kyrkan uppfördes i närheten av Sallustius trädgårdar, som anlades under det första århundradet före Kristus och övergavs på 500-talet.
Till vänster om kyrkans fasad står en khachkar, en form av stele, till minne av det armeniska folkmordet.

## Kyrkans historia
På denna plats grundades ett kloster och en liten kyrka av oskodda augustiner år 1599. Kyrkan byggdes om med början 1620 under Carlo Buzzi. På grund av brist på medel förflöt kyrkobygget långsamt. Framåt mitten av 1600-talet donerade Camillo Pamphili pengar för kyrkans fullbordande och uppdrog åt Alessandro Algardi att leda byggprojektet. Algardi reste till Spanien 1650 och då bidrog Martino Longhi den yngre med bland annat sakristian och koret. Giovanni Maria Baratta ritade fasaden 1651, men interiörutsmyckningen drog ut på tiden och kyrkan konsekrerades inte förrän 1685.
År 1883 överlät påve Leo XIII klostret och kyrkan åt Påvliga armeniska kollegiet med prästseminarium.

## Interiör
Högaltaruppsatsen är ett verk av Alessandro Algardi. Den har fyra kannellerade korintiska kolonner i grå marmor. Skulpturgruppen Jungfru Maria och Barnet med de heliga Augustinus och Monica uppenbarar sig för den helige Nikolaus av Tolentino är formgiven av Algardi och utförd av Ercole Ferrata och Domenico Guidi. I det brutna segmentbågepedimentet ovanför sitter en relief som framställer Den Evige Fadern, utförd av Ferrata. Reliefen flankeras av två änglar, utförda av Francesco Baratta.
Kyrkans kupol freskmålades mellan 1670 och 1671 av Giovanni Coli och Filippo Gherardi med Den helige Nikolaus av Tolentinos förhärligande. I kupolens pendentiv har Pietro Paolo Ubaldini utfört augustinerordens löften: Ödmjukhet, Kyskhet, Lydnad och Fattigdom.
Kyrkan har åtta sidokapell, fyra på var sida.

### Höger sida
Cappella di San Nicola di Bari
Första sidokapellet på höger hand är invigt åt den helige Nikolaus av Bari. Altarmålningen utgörs av Den helige Nikolaus uppväcker ett gossebarn av Filippo Laurenzi från Rimini år 1710. Sidomålningarna Jungfru Marie födelse och Jungfru Marie kröning är utförda år 1680 av Giovanni Ventura Borghesi, elev till Pietro da Cortona.
Cappella di San Gregorio Illuminatore
Det andra kapellet är invigt åt den helige Gregorios Upplysaren, som var Armeniens förste patriark. Kapellet var tidigare invigt åt den helige Josef. Giovanni Gagliardi har målat Påve Silvester I:s och Gregorios möte i Rom. I bakgrunden ses Konstantin den store och Tiridates I av Armenien. De armeniska kardinalerna Andon Bedros IX Hassoun (1809–1884) och Krikor Bedros XV Agagianian (1895–1971) är begravda i kapellet.
Cappella delle Sante Lucrezia e Gertrude
Tredje kapellet på höger hand är invigt åt de heliga Lucretia av Mérida och Gertrud av Helfta. Kapellet, fullbordat 1648, har en rik utsmyckning i polykrom marmor. Altaruppsatsen har två korintiska kolonner i röd, grå och vit Camposanto-marmor. Altarmålningen med titelhelgonen är en kopia av ett original av Guercino. På kapellets sidoväggar och i dess kupol har Pietro Paolo Ubaldini freskmålat scener ur de heliga Lucretias och Gertruds liv. På den vänstra väggen återfinns kardinal Federico Lante della Roveres gravmonument, utfört av Virginio Bracci år 1775.
Cappella di San Giovanni Battista
Kapellet i höger tvärskepp, invigt åt den helige Johannes Döparen, hyser Baciccios altarmålning Den helige Johannes Döparen i öknen, fullbordad 1670.

### Vänster sida
Cappella dello Santo Sepolcro
Första sidokapellet på vänster hand var tidigare invigt åt den helige Filippo Neri. Altarmålningen med Filippo Neri, utförd av Cristoforo Creo, återfinns i det armeniska kollegiets refektorium. Sedan 1921 är kapellet invigt åt den Heliga graven, då en reproduktion av denna fördes från kyrkan Santa Maria Egiziaca vid Forum Boarium.
Cappella della Madonna di Savona
Detta kapell, även benämnt Cappella Gavotti, ritades av Pietro da Cortona och inreddes 1668. Han påbörjade fresken i kupolen, Himmelens änglar, vilken fullbordades av Ciro Ferri. Altarreliefen framställer hur Jungfru Maria uppenbarar sig för den salige Antonio Botta, skulpterad av Cosimo Fancelli. År 1536 uppenbarade sig Jungfru Maria för herden Antonio Botta i Savona. Vid denna tid låg Savona i krig med Genua och Jungfrun manade bägge parter till barmhärtighet. I kapellet är två medlemmar av familjen Gavotti begravda: Carlo Gavotti och Giovanni Battista Gavotti. Antonio Raggi har utfört skulpturen Den helige Josef och Ercole Ferrata har skulpterat Den helige Johannes Döparen.
Cappella della Madonna del Buon Consiglio
Altaret har en kopia av en undergörande ikon, vilken vördas i Genazzano. På kapellets sidoväggar finns målningarna Bebådelsen (till vänster) av Raffaele Minossi och Den Heliga Familjen (till höger) av Giuseppe Cades.
Cappella di Beato Gomidas Keumurjian
Kapellet i vänster tvärskepp är invigt åt den salige Gomidas Keumurjian, en armenisk präst som led martyrdöden år 1707. Mario Barberis har utfört altarmålningen Den salige Gomidas Keumurjian predikar. Tidigare var kapellet invigt åt den heliga Agnes; altarmålningen Den heliga Agnes martyrium, vilken nu återfinns i kyrkans sakristia, är en kopia av ett verk av Guercino.
Cappella di Santi Cecilia e Matteo
Kapellet, vilket även benämns Cappella Buratti, är invigt åt den heliga jungfrumartyren Cecilia och evangelisten Matteus. Det är beläget till vänster om högaltarkapellet. Pietro Paolo Ubaldinis altarmålning framställer hur Jungfru Maria uppenbarar sig för de bägge helgonen. De övriga freskerna i kapellet avbildar scener ur de heliga Cecilias och Matteus liv, bland annat Den heliga Cecilias död och Den helige Matteus martyrium.

## Bilder
| - San Nicola da Tolentino, gravyr av Giovanni Battista Falda. - Cappella Gavotti. |